# Lemhi megye
Lemhi megye az Amerikai Egyesült Államokban, azon belül Idaho államban található. Megyeszékhelye és legnagyobb városa Salmon. Lakosainak száma 7974 fő (2011. július 1.). Lemhi megye Ravalli, Custer, Idaho, Valley, Butte, Clark és Beaverhead megyékkel határos.

## Népesség
A megye népességének változása:
| Lakosok száma | 7945 | 7974 | 7762 | 7712 | 7735 |
|               | 2010 | 2011 | 2012 | 2013 | 2015 |